# スンガク
スンガク（S'ngac）は、クトゥルフ神話などに登場する架空の存在。

## 概要
菫色のガス状の存在。デネブ近くか、物体がまったくない宇宙の果てを超えた先に棲んでいると言われている。スンガクは宇宙の秘密を知っておりナイアーラトテップ、アザトースの本拠地から遠ざかるようクラネスに警告したことがある。スンガクは人を乗せて宇宙旅行を行うことはある。また、スンガクは旧神を恐れている。